# 高知県立須崎高等学校久礼分校
高知県立須崎高等学校久礼分校（こうちけんりつ すさきこうとうがっこう くれぶんこう）は、高知県高岡郡中土佐町久礼に所在した公立の高等学校。

## 設置学科
- 家政科

## 所在地
- 〒789-1301 高知県高岡郡中土佐町久礼岡の前52-2

## 沿革
- 2006年3月31日 - 閉校。